# La peccatrice dei mari del Sud
La peccatrice dei mari del Sud (South Sea Sinner) è un film del 1950 diretto da H. Bruce Humberstone, remake di La taverna dei sette peccati, film del 1940 interpretato da Marlene Dietrich e John Wayne.

## Trama
Jake Davis si rifugia su un'isola del Pacifico per sfuggire alla polizia che lo sta cercando. Qui si infatua di una donna giovane e raffinata, Margaret Landis, ma quando un uomo crede di riconoscere in lui un collaborazionista conosciuto ai tempi della guerra sarà Coral, una cantante assai meno sofisticata, a cercare di proteggerlo.

## Produzione
Il film fu prodotto dall'Universal International Pictures e durante le riprese ne furono annunciati due diversi titoli provvisori: Java e East of Java. Nel ruolo della protagonista era stata inizialmente indicata Yvonne De Carlo, poi sostituita da Shelley Winters, mentre il ruolo della sua rivale in amore, Margaret Landis, era stato affidato a Dorothy Hart prima che la scelta definitiva cadesse sull'attrice e fotomodella Helena Carter. Il film segnò il debutto cinematografico del pianista Liberace.

## Distribuzione
Distribuito dall'Universal Pictures, il film uscì nelle sale cinematografiche USA il 30 agosto 1950.